# La Guerre des Sontariens
La Guerre des Sontariens (War of the Sontarans) est le deuxième chapitre de la treizième saison de la seconde série télévisée britannique Doctor Who, intitulée Doctor Who : Flux. Il a été diffusé le 7 novembre 2021 sur BBC One.

## Distribution
- Jodie Whittaker : Treizième Docteur
- Mandip Gill : Yasmin Khan
- John Bishop : Dan Lewis
- Jonathan Watson : Commandant Skaak / Sontarien Riskaw
- Sara Powell : Mary Seacole
- Jacob Anderson : Vinder
- Sue Jenkins : Eileen
- Paul Broughton : Neville
- Steve Oram : Joseph Williamson
- Gérald Kyd : Général Logan
- Dan Starkey : Svild
- Sam Spruell : Maelström (Swarm en VO)
- Sandale Rochenda : Azur (Azure en VO)
- Craige Els : Karvaniste
- Jonny Mathers : Le Passager
- Nigel Richard Lambert : Prêtre Triangle

## Résumé
Le Docteur, Yaz et Dan sont transportés à Sébastopol pendant la guerre de Crimée, où ils rencontrent brièvement Mary Seacole avant que Yaz et Dan ne soient transportés dans le temps. Le Docteur est incapable d'entrer dans son TARDIS pour les suivre et les retrouver. Restant à Sébastopol, le Docteur se rend compte que les opposants britanniques pendant la guerre sont maintenant les Sontariens, avec toutes les traces de la Chine et de la Russie remplacées par Sontar. Incitant un éclaireur à accorder des pourparlers avec son général, le Docteur découvre que quelques secondes avant que les Lupari ne protègent la Terre du Flux, les Sontariens ont profité de la situation et ont réécrit l'Histoire humaine pour nourrir la soif de bataille de leur espèce.
Yaz se matérialise dans le temple d'Atropos sur la planète Temps, où elle rencontre brièvement Joseph Williamson ainsi que Vinder, avec qui elle se lie d'amitié. Ils sont tous deux recrutés par un Prêtre Triangle pour remplacer les Prêtresses Mouri chargées de maintenir l'ordinateur central du temple. Maelström et Azur ne tardent pas à arriver et prennent le contrôle du temple en détruisant les Prêtres Triangles.
Dan est ramené à Liverpool, où il trouve un monde envahi par les Sontariens. Sauvé d'une unité sontarienne par ses parents, il apprend qu'une panne de courant de trois minutes causée par le bouclier Lupari a permis à la flotte sontarienne d'atterrir sur les quais de Liverpool, où ils ont établi une base d'opérations. Dan se faufile sur l'un des vaisseaux sontariens et contacte le Docteur qui le charge de mettre fin à l'offensive sontarienne en 2021.
Dan est découvert par les Sontariens mais est sauvé par Karvanista. Le duo détruit la flotte des envahisseurs en envoyant le vaisseau qu'ils ont capturé dans le chantier naval et en évacuant au dernier moment, réinitialisant la chronologie. Empoisonnant le système de ravitaillement des Sontariens en Crimée, le Docteur paralyse leur offensive, les forçant à battre en retraite, mais le général britannique Logan fait exploser leurs vaisseaux pour se venger du massacre de ses troupes. Le Docteur retrouve l'accès au TARDIS pour récupérer Dan et retrouver Yaz.
Le TARDIS fonctionne mal et force le Docteur et Dan à atterrir dans le temple d'Atropos. Ils apprennent que toute l'énergie temporelle de l'univers passe par ici, et que la mort de plusieurs Prêtresses Mouri a entraîné le phénomène de Flux. Cherchant à contrôler le temps, Maelström et Azur s'apprêtent à utiliser Yaz et Vinder en remplacement des Mouri décédées. Sachant que le pouvoir libéré les tuera, le Docteur supplie Maelström d'arrêter, mais il l'ignore.

### Continuité
- L'épisode reprend directement à la suite des événements de L'Apocalypse d'Halloween.
- Le Commandant Skaak évoque la gloire du Sontarien Linx sur Terre (The Time Warrior).
- Le Sontarien retenu à l'hôpital de campagne invoque son droit à garder le silence comme provenant d'un article de la Proclamation de l'ombre, proclamation déjà mentionné dans plusieurs épisodes antérieures.

## Réception critique
Sur Rotten Tomatoes, 100 % des sept critiques ont donné à l'épisode une critique positive et une note moyenne de 7,3/10.